# Milazzo

Ubicació de Milazzo dins de la província

Milazzo (sicilià Milazzu) és un municipi italià, situat a la regió de Sicília i a la ciutat metropolitana de Messina. L'any 2023 tenia 30.028 habitants.
Fundada pels grecs cap al 716 aC.i reconeguda com a civitas romana des del 36 aC, la ciutat també va ser al centre de la història durant la Primera Guerra Púnica (260 aC) i, el juliol de 1860, amb l'arribada de les camises vermelles a la batalla de Milazzo.
Limita amb els municipis de Barcellona Pozzo di Gotto, Merì, San Filippo del Mela i Pace del Mela.

## Geografia física
La ciutat es troba al començament d'una península d'aproximadament 8 km de llargada (Cap Milazzo) al mar Tirrè, que s'estén cap al nord. A l'oest de Milazzo es troba la Riviera di Ponente, amb vistes al Golf de Patti (Mar di Ponente); a l'est, el Golf de Milazzo (Mar di Levante). El costat sud del municipi es caracteritza per una àmplia plana al·luvial (Piana di Milazzo). El límit municipal continental està delimitat a l'est pel riu Floripotema, que divideix el municipi de Milazzo del de San Filippo del Mela, i a l'oest pel riu Mela (o Merì), que separa el municipi de Milazzo de Barcellona Pozzo di Gotto i Merì.

## Evolució demogràfica

### Grups ètnics i minories estrangeres
A 1 de gener de 2024, hi havia 1.125 residents estrangers a Milazzo, que representaven el 3,7% de la població resident.La comunitat estrangera més gran és la de Bangladesh, amb un 22,0% del total d'estrangers presents al país, seguida de Romania i Albània.

## Infraestructures i transport

### Carreteres
Milazzo està connectada a l'autopista A20, amb el seu propi enllaç Milazzo-Illes Eòlies. La carretera estatal 113 recorre la frontera amb San Filippo del Mela. La ciutat està servida per un eix viari que connecta el centre de la ciutat amb els diversos llogarets del municipi.

### Port
El port "modern" de Milazzo va ser construït el 1843, per iniciativa d'un ministre del Regne de les Dues Sicílies, Giovanni Cassisi, i altres armadors. La importància del port ha fet que hagi guanyat una importància significativa al baix mar Tirrè al llarg de les dècades. El port de Milazzo, juntament amb el de Messina, és un centre important al nord-est de Sicília i ha tingut la classificació de Classe I dels Borbons des del principi, que encara conserva avui dia.

### Ferrocarrils
L'estació de tren de Milazzo estava situada inicialment a poca distància del centre de la ciutat, a la Piazza Marconi. A finals de 1991, va ser desmantellada i substituïda per la nova, situada al llogaret de Parco Nuovo i aproximadament a 3 km del centre de la ciutat, a causa de la modificació de la línia ferroviària Palerm-Messina entre Patti i San Filippo del Mela-Santa Lucia del Mela.
L'estació està connectada al port i al centre de la ciutat per dues línies d'autobús SAIS Autolinee: línia núm. 5 Port - Estació i línia núm. 4 Port - Estació - Hospital.

## Administració
| Període   | Identitat        | Partit          |
| --------- | ---------------- | --------------- |
| 2005-2010 | Lorenzo Italiano | Centredreta     |
| 2010-2015 | Carmelo Pino     | Llista cívica   |
| 2015-2020 | Giovanni Formica | centre-esquerra |
| 2020-     | Giuseppe Midili  | centre-dreta    |

## Galeria d'imatges

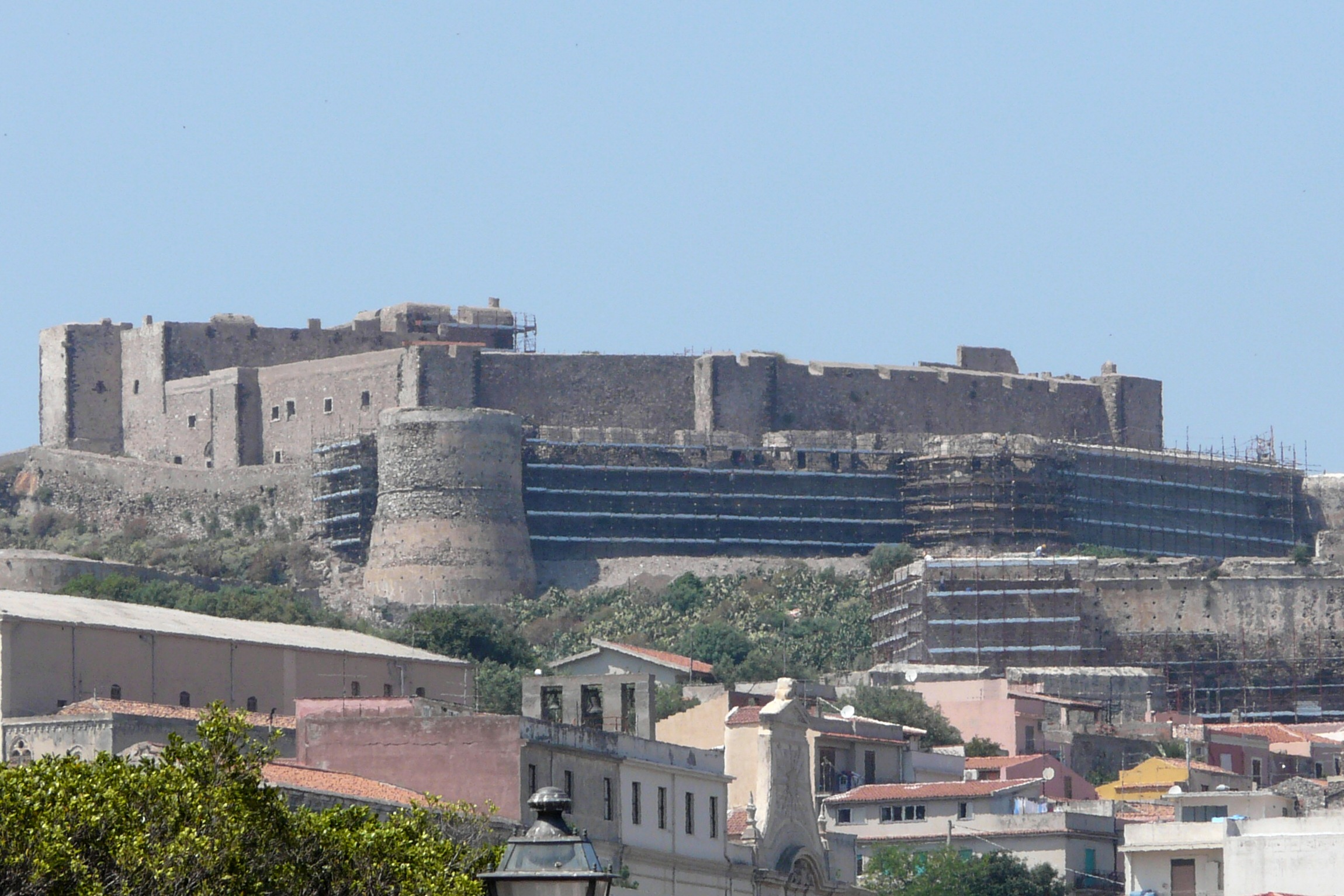
Castell de Milazzo
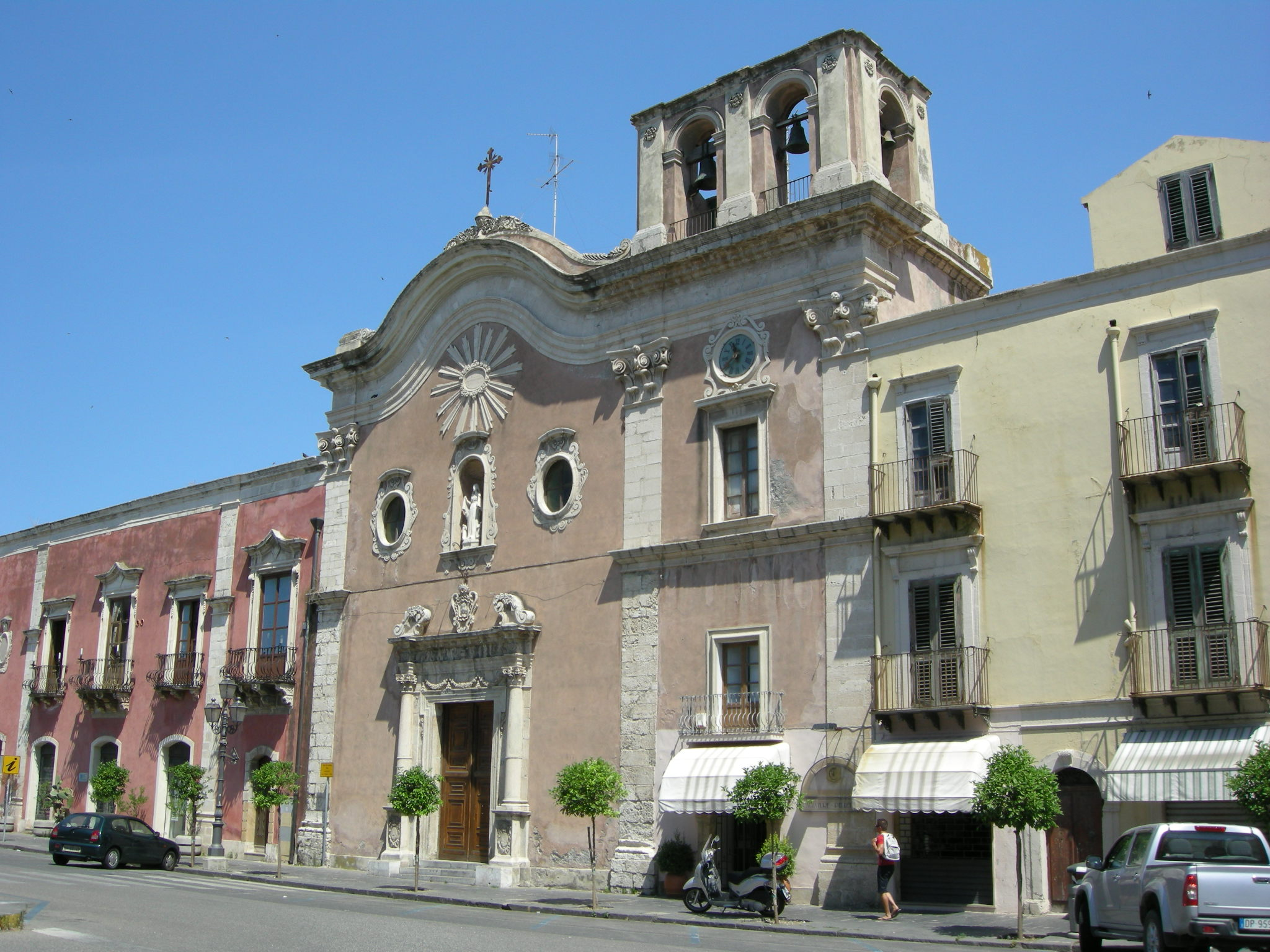
La chiesa del Carmine
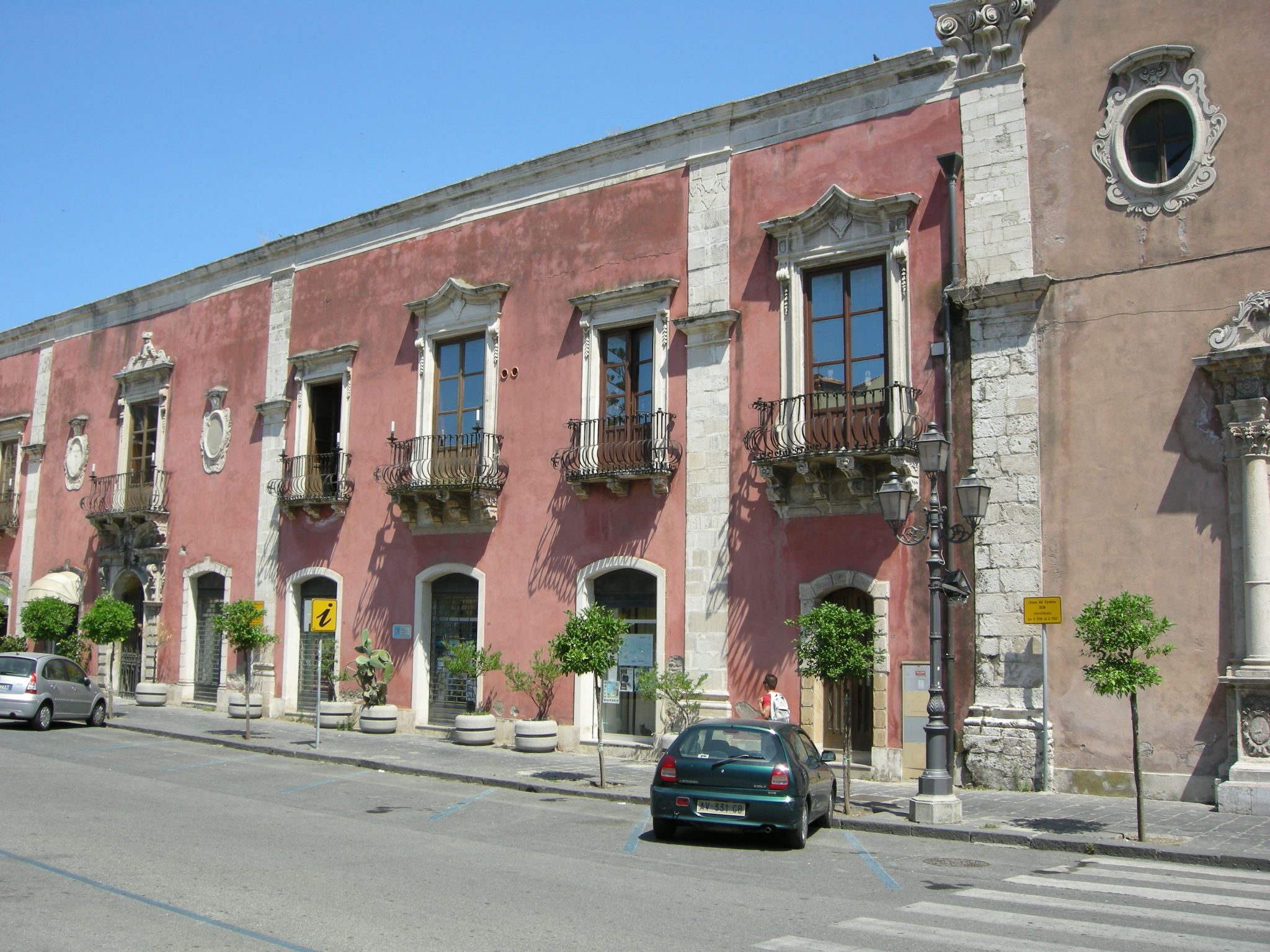
Convent dels carmelites